# Craugastor pechorum
Craugastor pechorum is een kikker uit de familie Craugastoridae. De soort werd voor het eerst wetenschappelijk beschreven door James Randall McCranie en Larry David Wilson in 1999. Oorspronkelijk werd de wetenschappelijke naam Eleutherodactylus pechorum gebruikt.
De soort komt voor in delen van Midden-Amerika en leeft endemisch in Honduras. Craugastor pechorum wordt bedreigd door het verlies van habitat.